# Maile Flanagan
Maile Flanagan (Honolulu, 19 maggio 1965) è un'attrice e doppiatrice statunitense.

## Filmografia parziale

### Attrice

#### Cinema
- Overnight Delivery, regia di Jason Bloom (1998)
- In linea con l'assassino (Phone Booth), regia di Joel Schumacher (2002)
- Station Agent (The Station Agent), regia di Tom McCarthy (2003)
- Number 23 (The Number 23), regia di Joel Schumacher (2007)
- Un'impresa da Dio (Evan Almighty), regia di Tom Shadyac (2008)
- Yes Man, regia di Peyton Reed (2008)
- (500) giorni insieme ((500) Days of Summer), regia di Marc Webb (2009)
- Transformers 3 (Transformers: Dark of the Moon), regia di Michael Bay (2011)
- Wrong, regia di Quentin Dupieux (2012)
- Teacher of the Year, regia di Jason Strouse (2014)

#### Televisione
- 61* - film TV (2001)
- Desperate Housewives - serie TV, episodio 3x07 (2006)
- E.R. - Medici in prima linea (ER) - un episodio (2006)
- The Office - un episodio (2007)
- Grey's Anatomy - 4 episodi (2005-2007)
- The Class - Amici per sempre (The Class) - 2 episodi (2006, 2007)
- Reno 911! - 2 episodi (2008)
- Lab Rats - 46 episodi (2012-2016)
- Shameless - 6 episodi (2013-2014)
- Modern Family - serie TV, episodio 6x22 (2015)
- Lab Rats: Elite Force - 4 episodi (2016)
- Non sono ancora morta (Not Dead Yet) – serie TV, 14 episodi (2023-2024)

#### Doppiatrice
- Le avventure di Piggley Winks (Jakers! The Adventures of Piggley Winks) - 53 episodi (2003-2007)
- Naruto - 217 episodi (2002-2007)
- Naruto: Shippuden - 373 episodi (2007-2017)
- Maiale Capra Banana Grillo (Pig Goat Banana Cricket) - 15 episodi (2015-2017)
- Boruto: Naruto Next Generations - 81 episodi (2017-2020)
- A casa dei Loud (The Loud House) - 4 episodi (2018-2021)
- Tiger & Bunny - 13 episodi (2022)
- Royal Crackers - serie animata, 16 episodi (2023-2024)

## Doppiatrici italiane
Nelle versioni in italiano delle opere in cui ha recitato, Maile Flanagan è stata doppiata da:
- Patrizia Salmoiraghi in Lab Rats, Lab Rats: Elite Force
- Cristina Piras in Grey's Anatomy
- Lorenza Biella in Shameless
- Rita Baldini in Non sono ancora morta

Da doppiatrice, è stata sostituita da:
- Davide Garbolino ne Le avventure di Piggley Winks

## Premi
- Daytime Emmy Awards
  - 2006: "Outstanding Performer in an Animated Program" (Jakers! The Adventures of Piggley Winks)